# 요에니스 세스페데스
요에니스 세스페데스 밀라네스(스페인어: Yoenis Céspedes Milanés, 1985년 10월 18일~)는 쿠바의 야구 선수이다. 과거 메이저 리그 베이스볼의 오클랜드 애슬레틱스, 보스턴 레드삭스, 디트로이트 타이거즈, 뉴욕 메츠에서 외야수로 활동했다.